# 客家菜
客家菜，是指漢族客家民系的飲食文化。由於客家地區主要是指位在中國大陸廣東省（粵省）、江西省（贛省）、福建省（閩省）之三省交界地區，所以該類飲食，亦常被稱為「東江菜」、「贛南菜」、「閩西菜」。在歷史上，客家族群經常遷徙並且居住在丘陵或山地，而其在遷徙的過程中，多會以鹽來保存食物；其在勞動時，亦多須補充鹽分來維持體力。因此，該族群的飲食傾向，較偏向於多油多鹹，其並且好用各式處理後的醃製菜類（如酸菜、福菜、梅乾菜、芥菜）來作為食材。

## 地位
同中國的數個大菜系相比較，客家菜，是顯得具有山區地方菜的特色。在學術界中，有關客家菜的地位，並無形成統一的看法。學者楊彥杰認為，在歷史上，客家人，主要是聚居在廣東省、福建省、江西省的交界地區。而由於該地區內的交通不便利等多項原因，所以客家人之間的菜餚，一直是沒有形成較為一致的體系。他們的菜餚，多是以其各自所聚居的地區，而分別的被納入當地的主流菜系中。例如，住在廣東的客家人，是以其「東江菜」聞名。東江菜，是同潮州菜、廣州菜，一同構成了粵菜。住在福建的客家人，則是以其「閩西菜」聞名。閩西菜，是同閩東菜、閩南菜，一同構成了閩菜。

## 系列

### 閩西八大乾
在客家人的醃漬類食物中，有所謂「閩西八大乾」的合稱，其分別是指永定菜乾、上杭蘿蔔乾、武平豬膽乾、連城地瓜乾、長汀豆腐乾、寧化老鼠乾、清流筍乾、明溪肉脯乾。而在臺灣的客家中，除了老鼠乾之外，其它的食物皆有。

### 四炆四炒
在臺灣客家人的傳統菜餚中，以「四炆四炒」最是經典。它是包含了四道炆菜與四道炒菜的菜餚合稱。以烹煮方式言之，「炆」是指小火熬燉；「炒」則是指快火炒。其中，四道炆菜，分別是指炆封肉（又稱為「炆爌肉」）、鹹菜炆豬肚（又稱為「酸菜炆豬肚」）、排骨炆菜頭、肥湯炆筍乾；四道炒菜，則分別是指炒肉（又稱為「客家小炒」）、鴨血炒韭菜（又稱為「鴨紅炒韭菜」）、豬腸炒薑絲、豬肺鳳梨炒木耳（又稱為「鹹酸甜」或是「豬肺黃梨炒木耳」）。於2010年代初期，中華民國客家委員會，即將四炆四炒界定為客家菜的代表。

## 菜式

### 主菜
| - 豬肚酸菜湯 - 客家炒肉 - 梅菜扣肉 - 客家釀豆腐 - 牛肉丸 - 猪肉丸 - 牛筋丸 - 鱼丸 - 酿苦瓜 | - 客家鹹鸡 - 清炖鸡 - 煎酿蛋角 - 釀苦瓜 - 酿青椒 - 客家生魚膾 - 白切雞 - 網油釀蠔豉 - 子姜炒鸭 | - 鸡炒酒 - 黄酒鸡 - 東江鹽焗雞 - 客家小炒 - 薑絲炒大腸 - 粄條 - 苦瓜炒鹹蛋 - 封肉 - 菜脯 | - 客家粽 - 浮水大鯇丸 - 紅炆肉 - 水晶豆沙扣肉 - 鹹豬肉 - 客家盆菜 - 算盤子 - 客家炸肉 - 豬腳醋 | - 炒子鴨 - 三杯雞 - 酵飯 - 珍珠粉 - 香芋扣肉 - 焖乳狗 - 乳狗褒 - 熏香鼠肉 - 老鼠饭 | - 憶子飯 - 鴨鬆羮 - 黃飯 - 鍋叾飯 - 炸大腸 - 東江豆腐煲 - 炖肉饼 - 酿腐皮卷 - 擂茶飯 |

### 小吃
| - 擂茶（三生湯） - 金桔醬 - 客家黄酒 - 艾粄 | - 茶果 - 甜粄 - 淹麵 - 簸箕粄 | - 芋卵粄 - 发粄 - 老鼠粉 - 萝卜粄 | - 仙人粄 - 三及第汤 - 萝卜丸 - 盐焗凤爪 | - 寧興藥糕 - 灸糭 - 蓼花 - 煎芋丸 | - 白渡牛肉乾 - 雲片糕 - 牛汶水 - 筍粄 |

## 圖庫

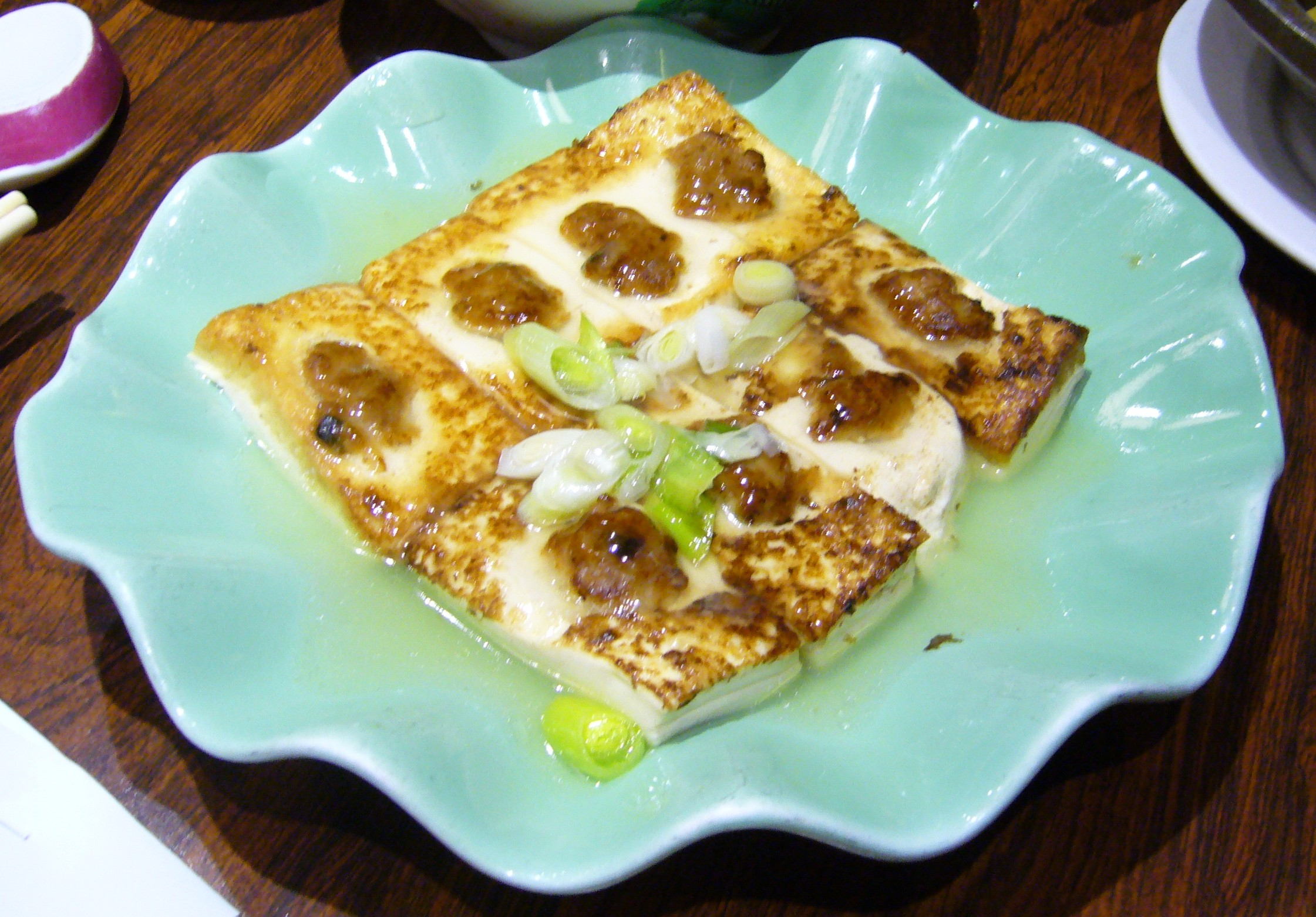
客家釀豆腐
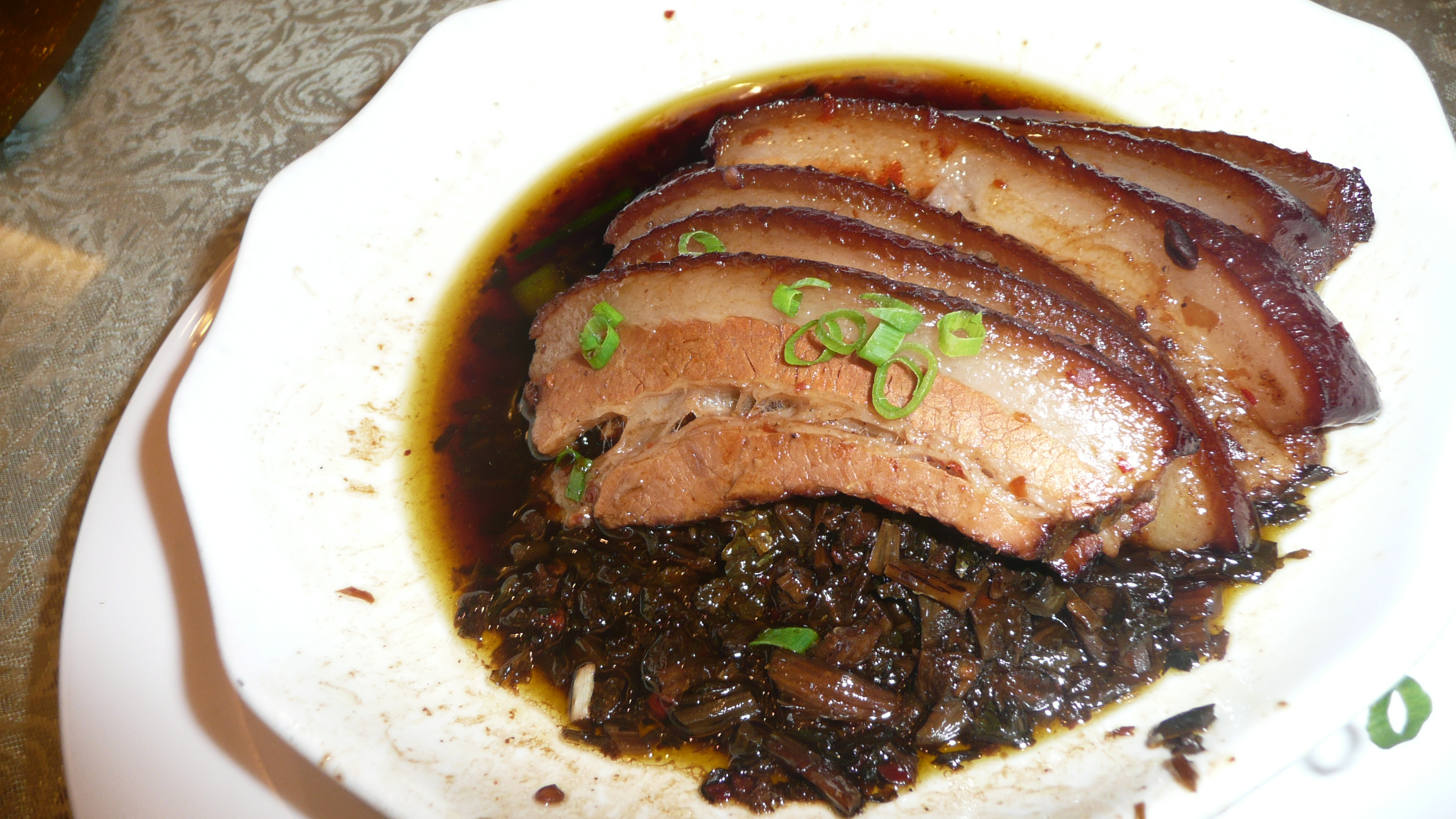
梅菜扣肉
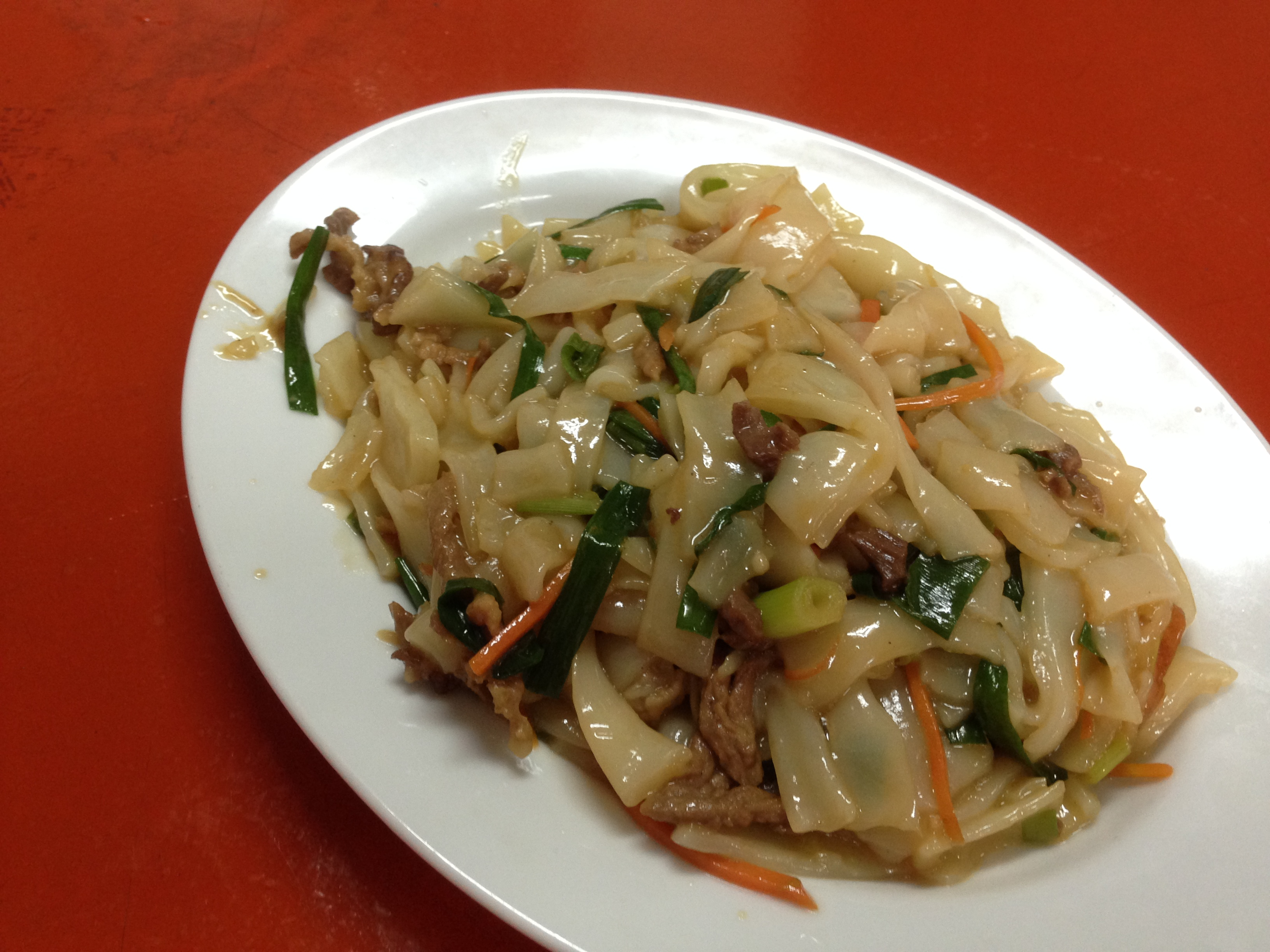
客家粄條
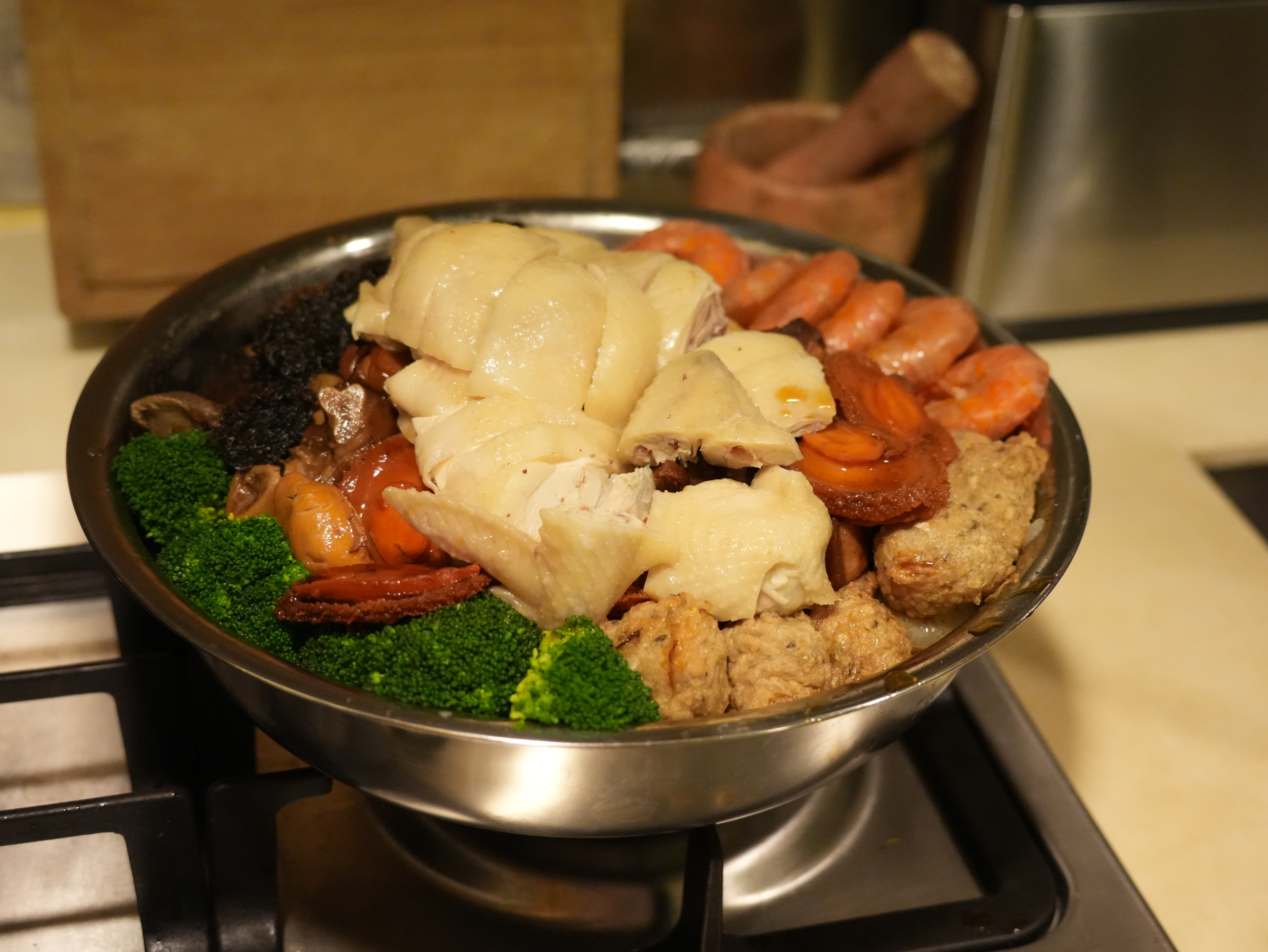
盆菜
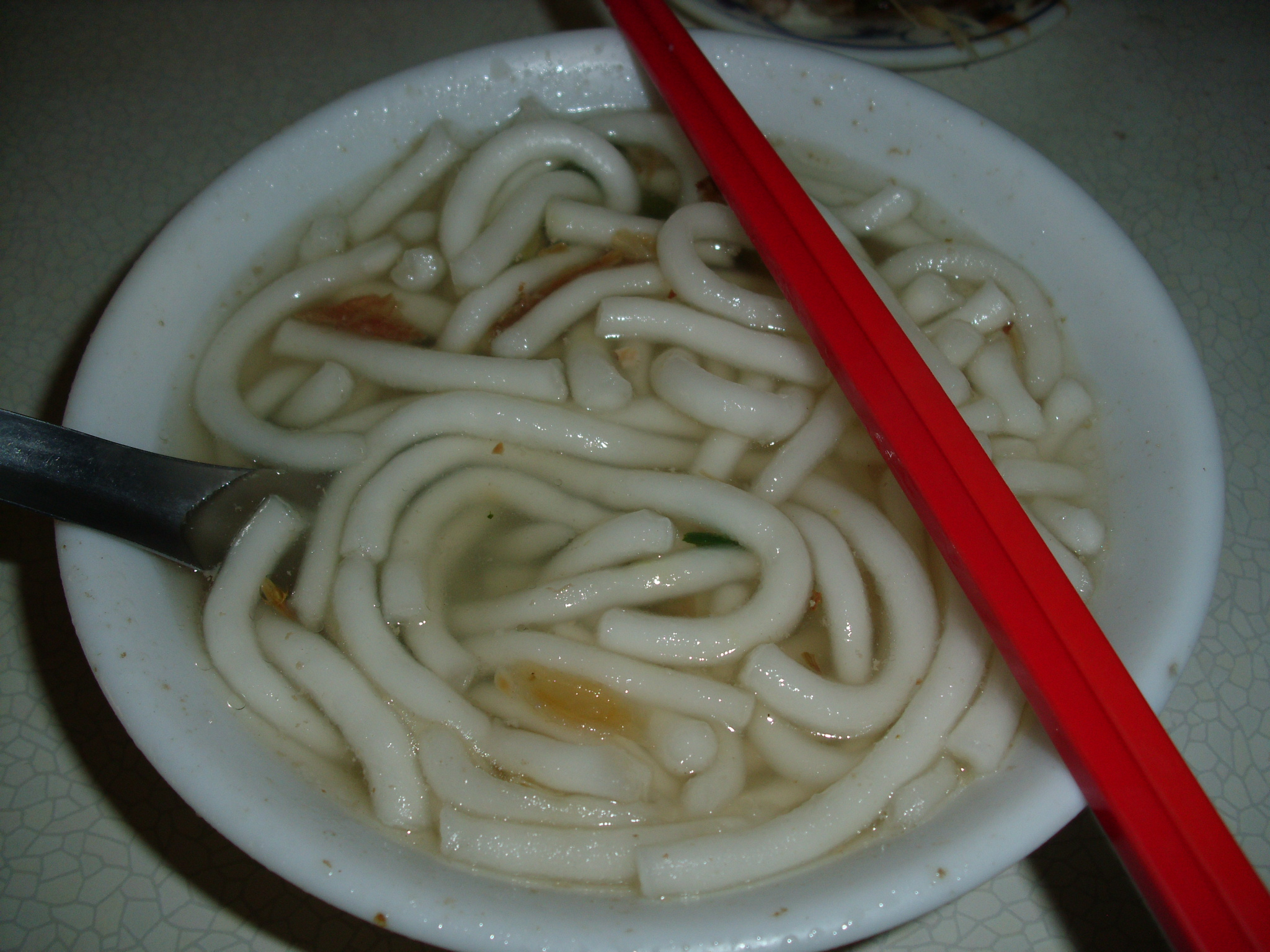
米篩目
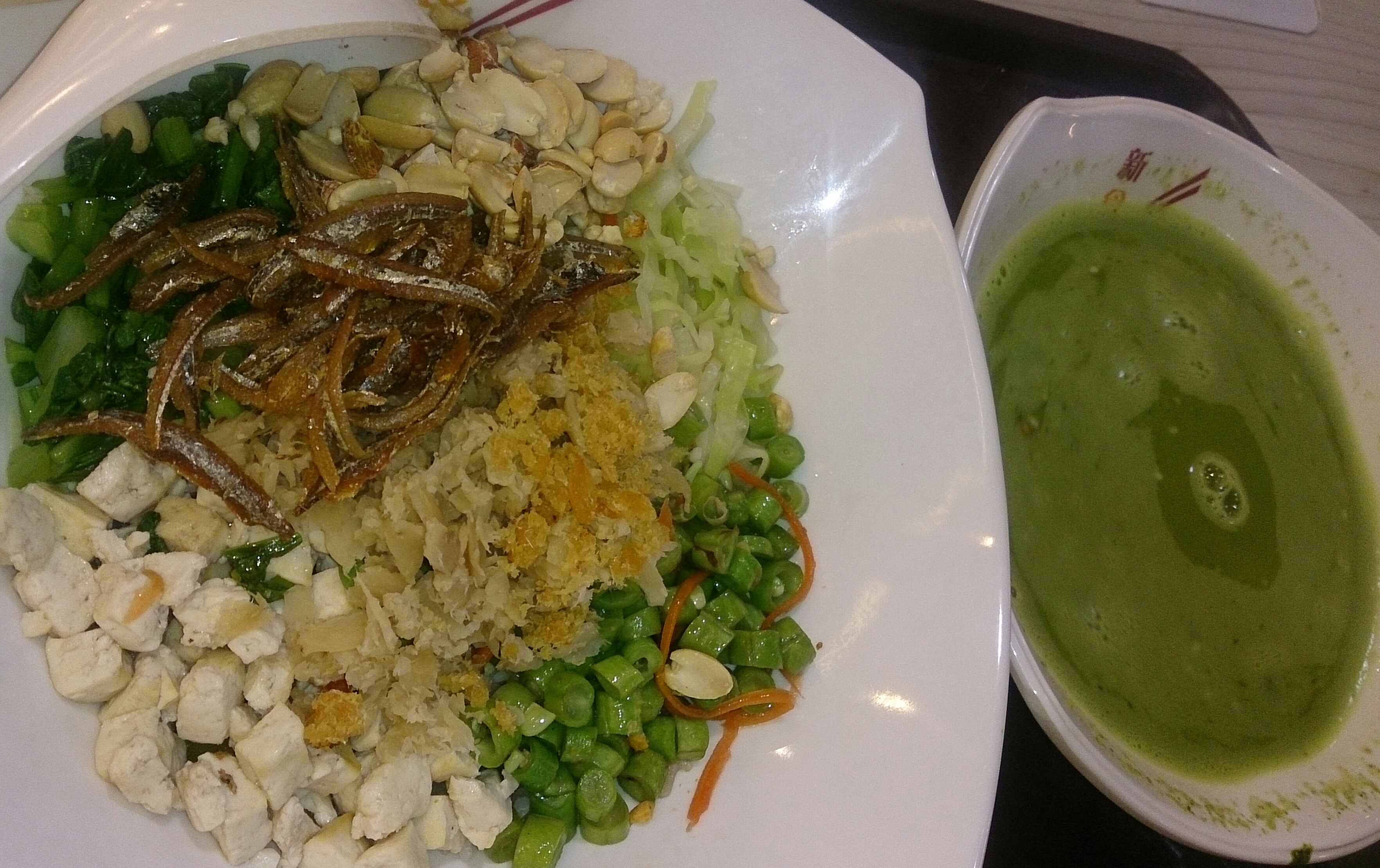
擂茶
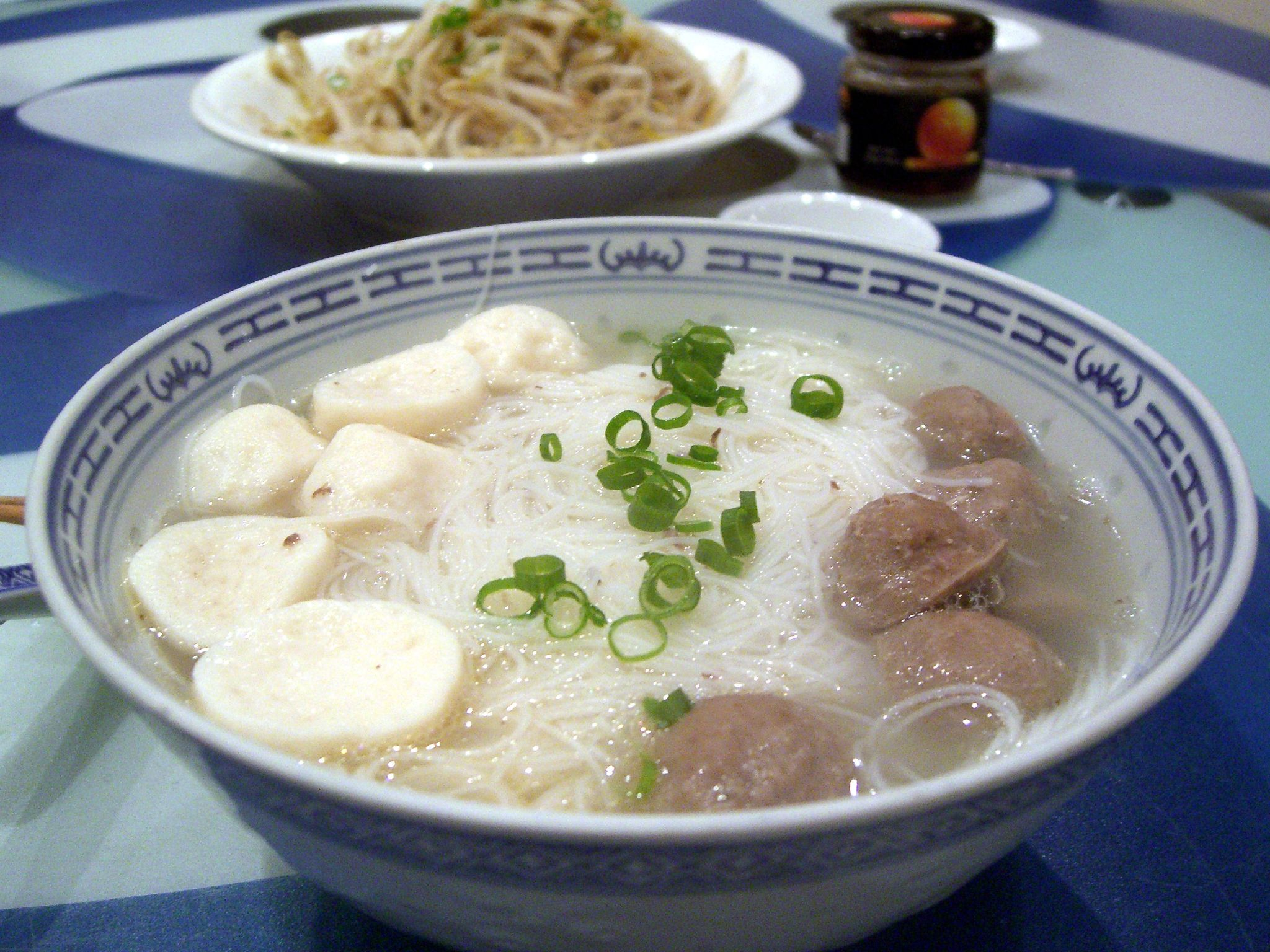
牛丸篩目
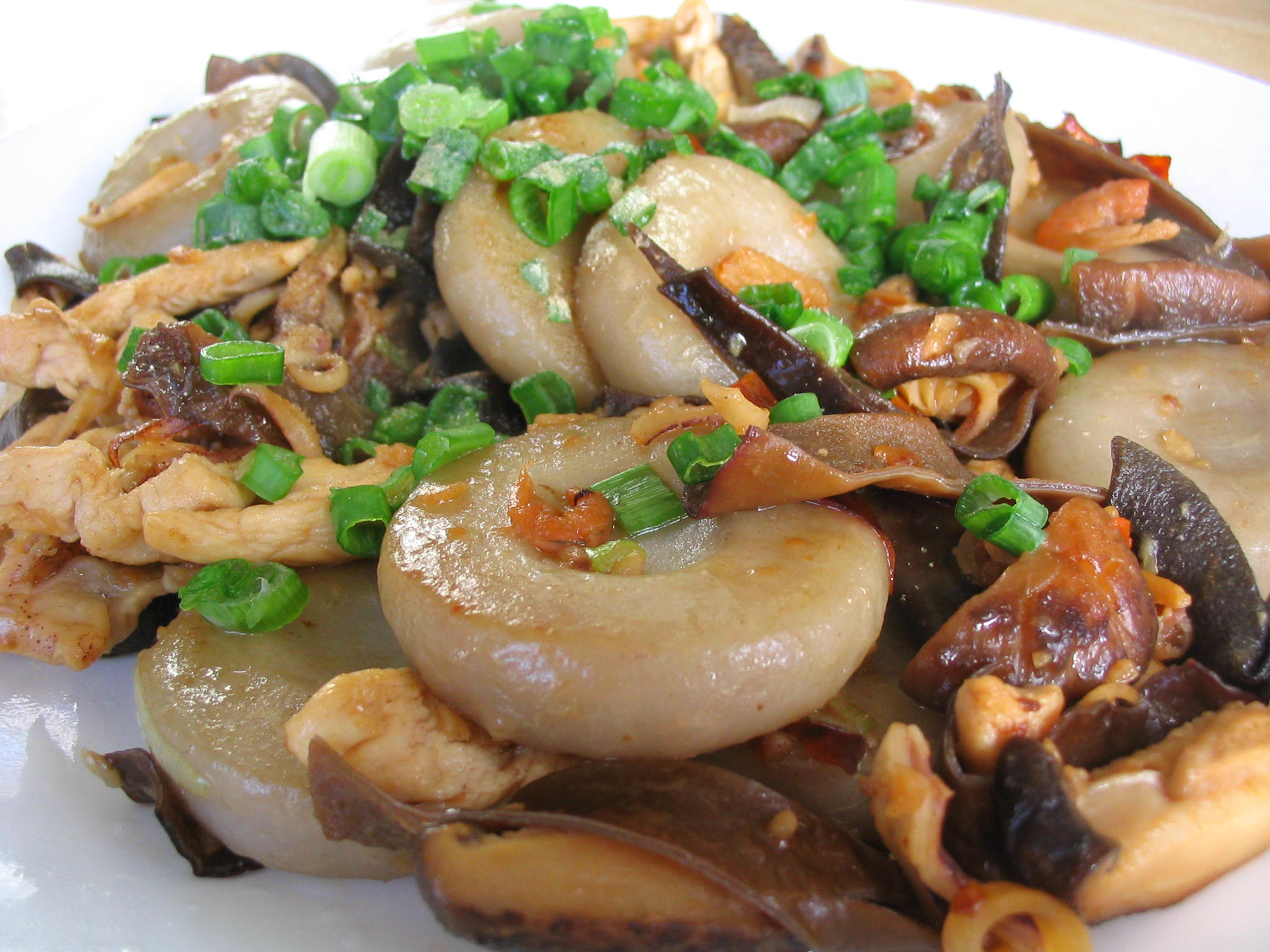
算盤子
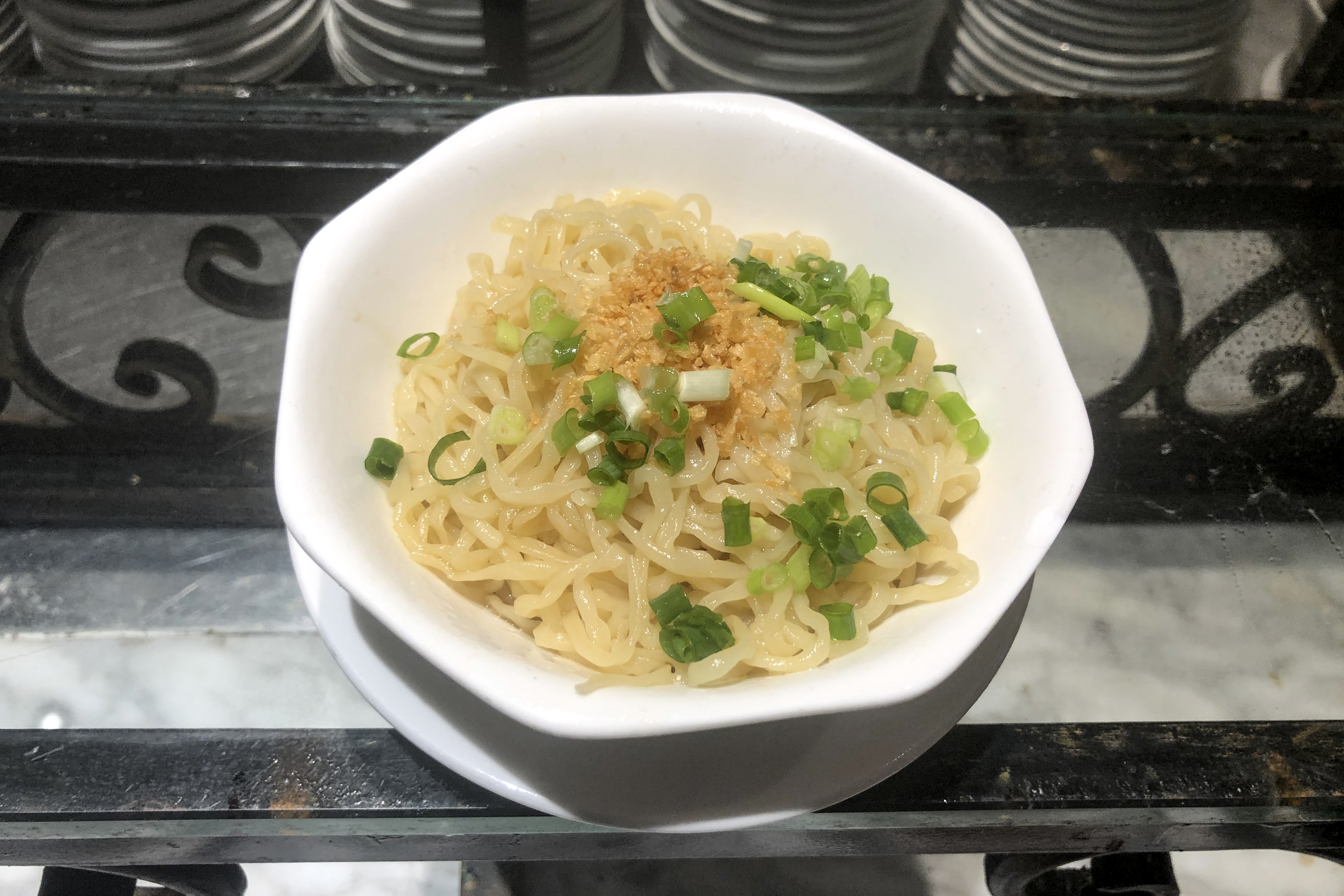
醃面
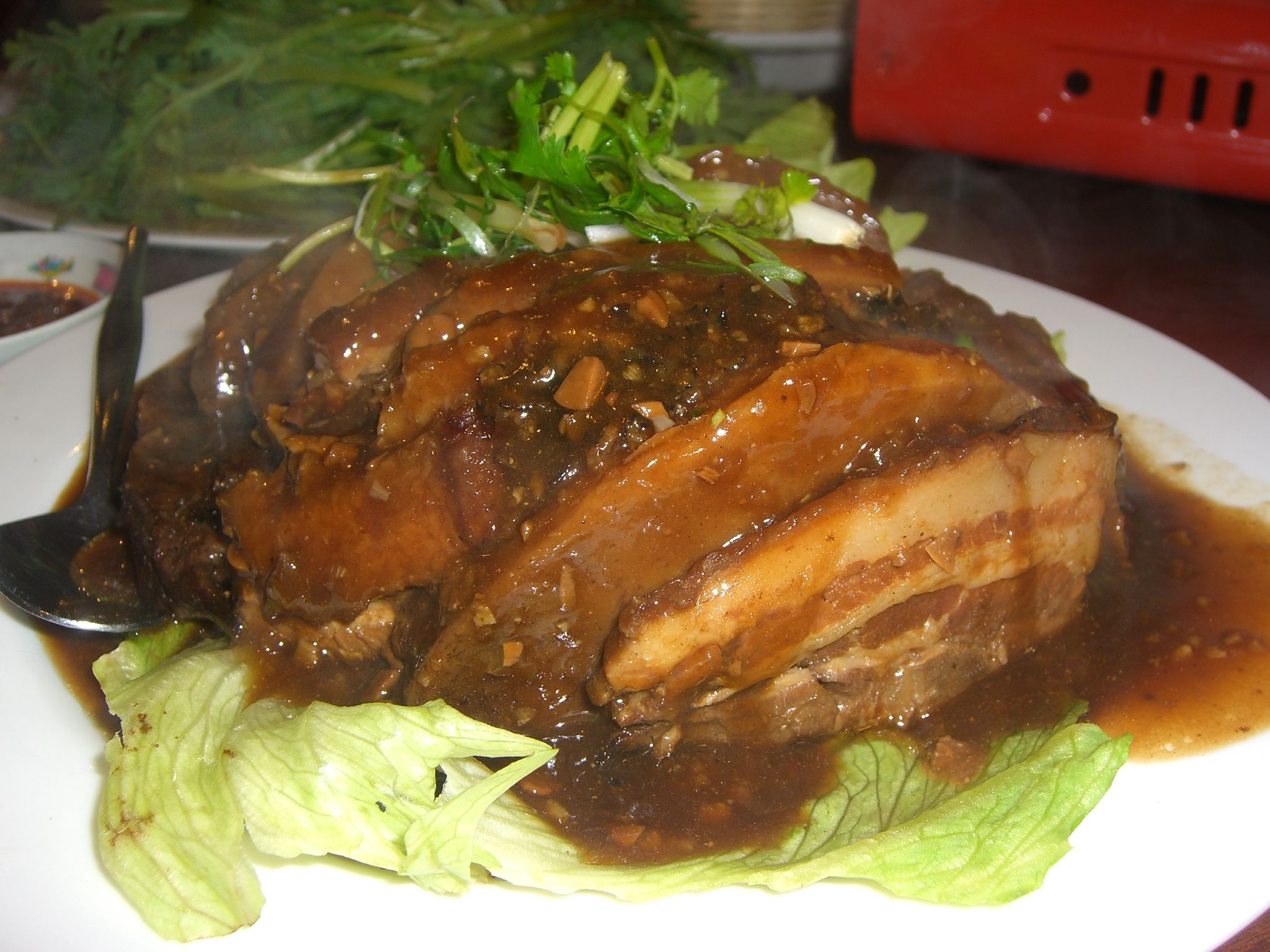
芋头扣肉
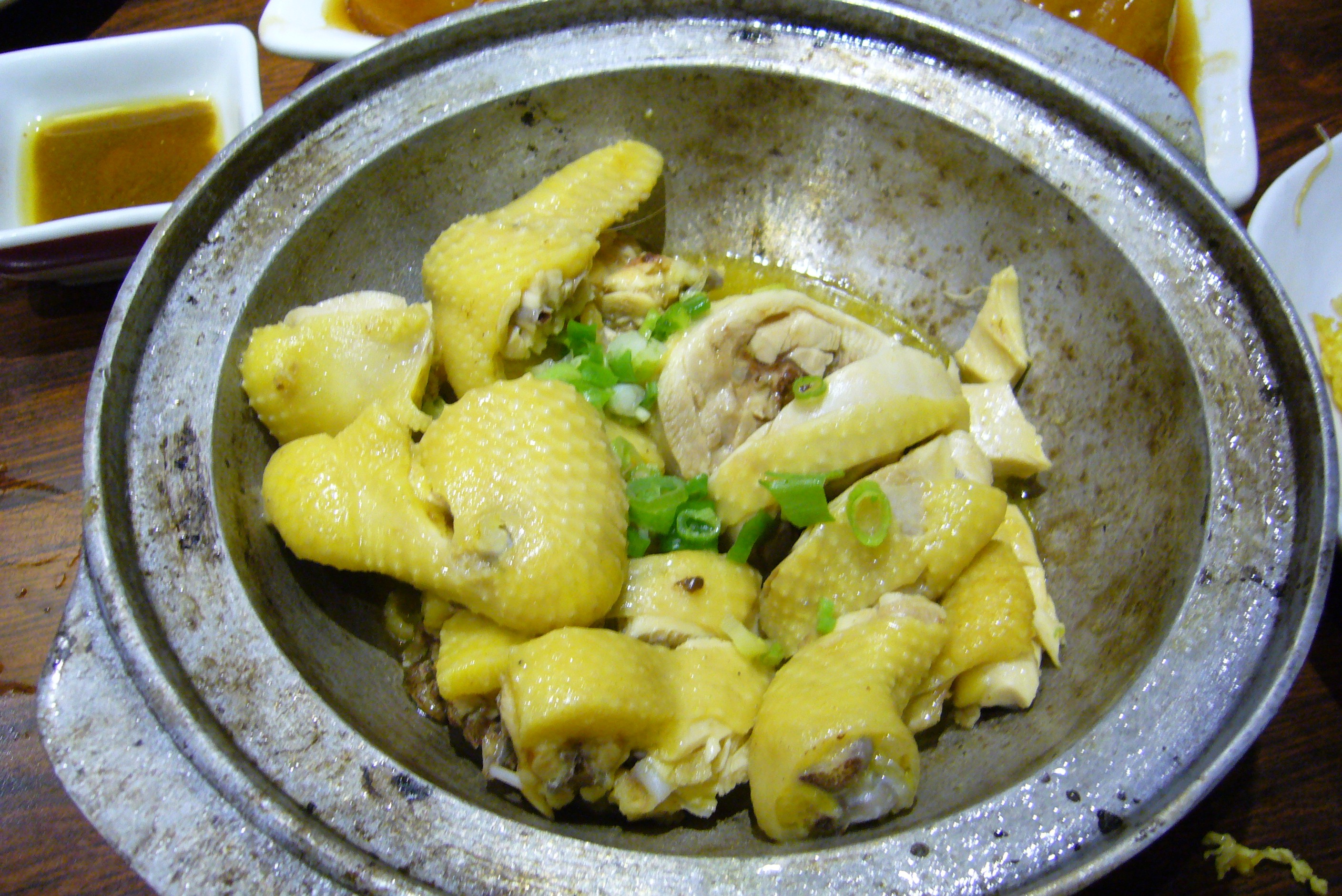
鹽焗雞
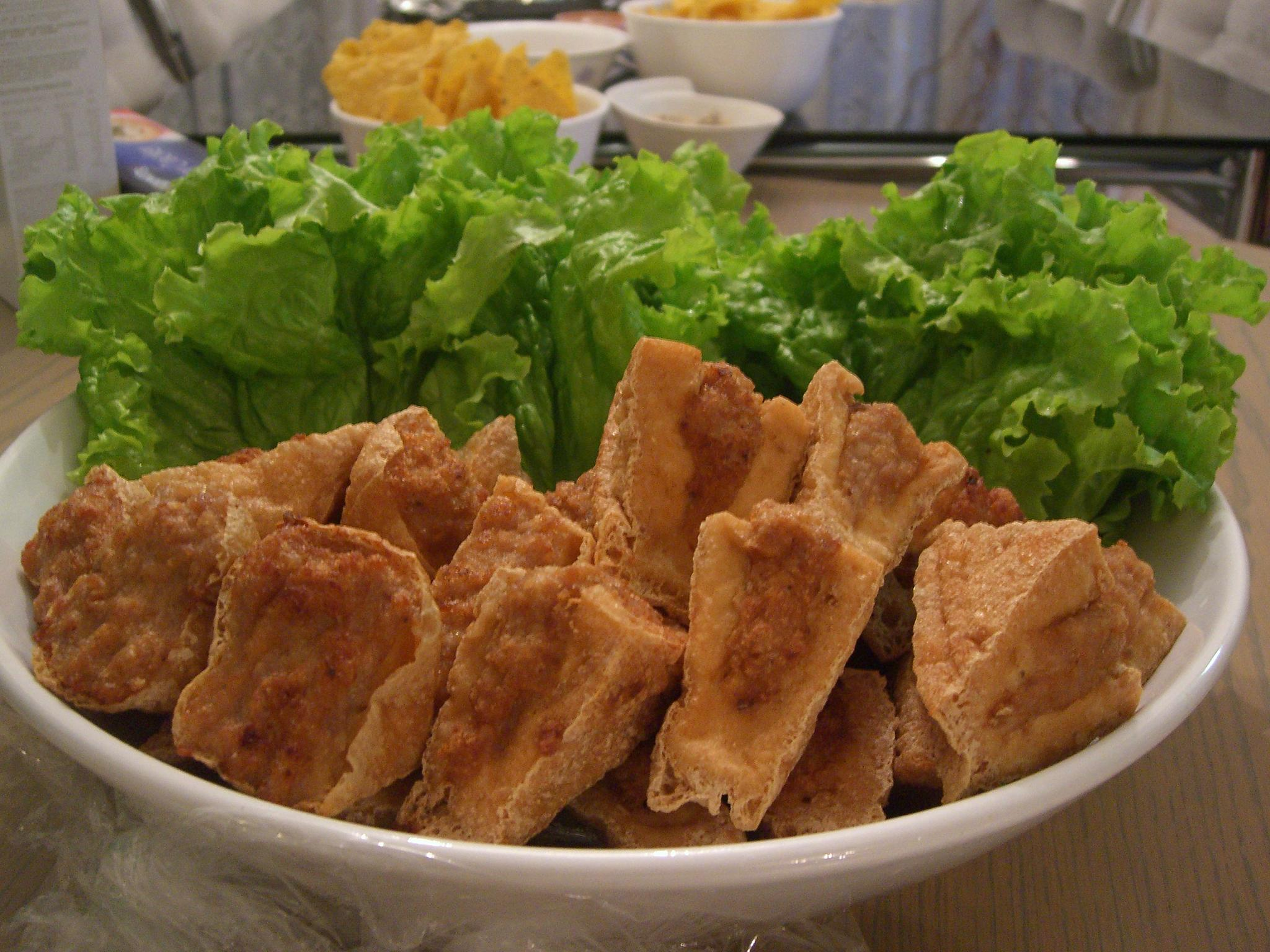
油豆腐
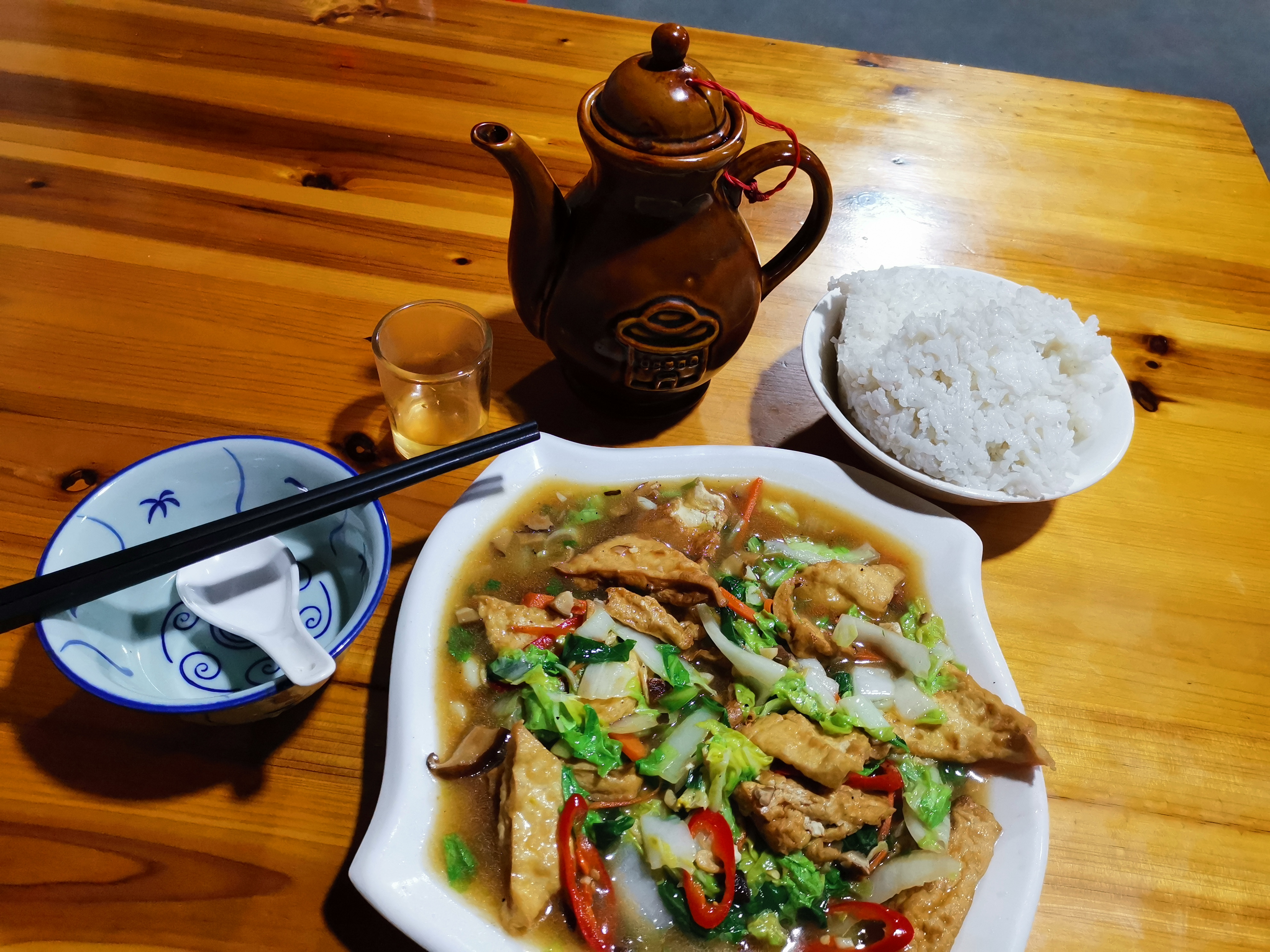
豆腐菜
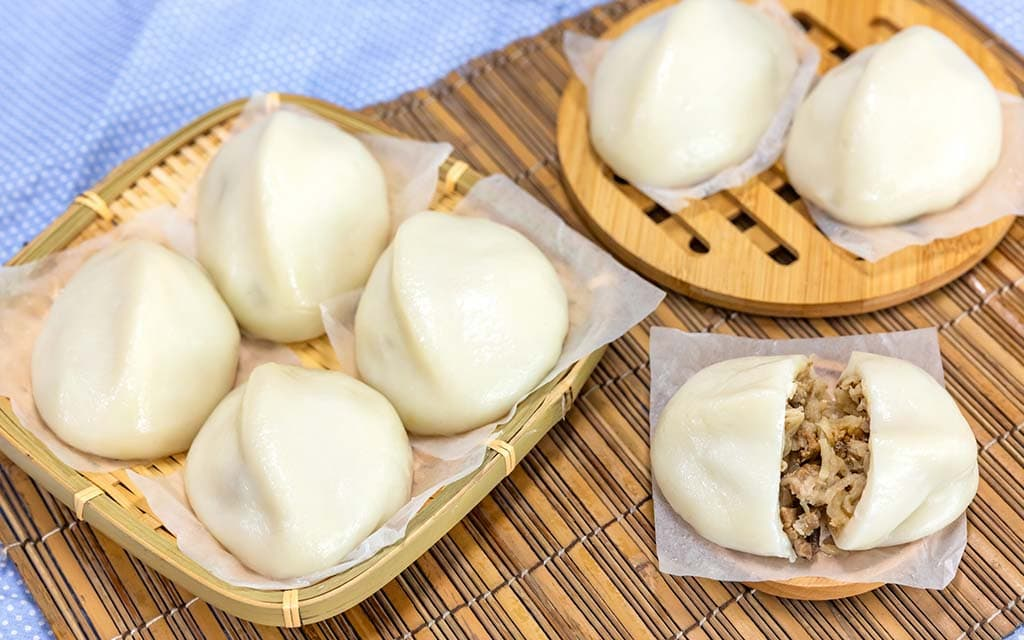
客家菜包
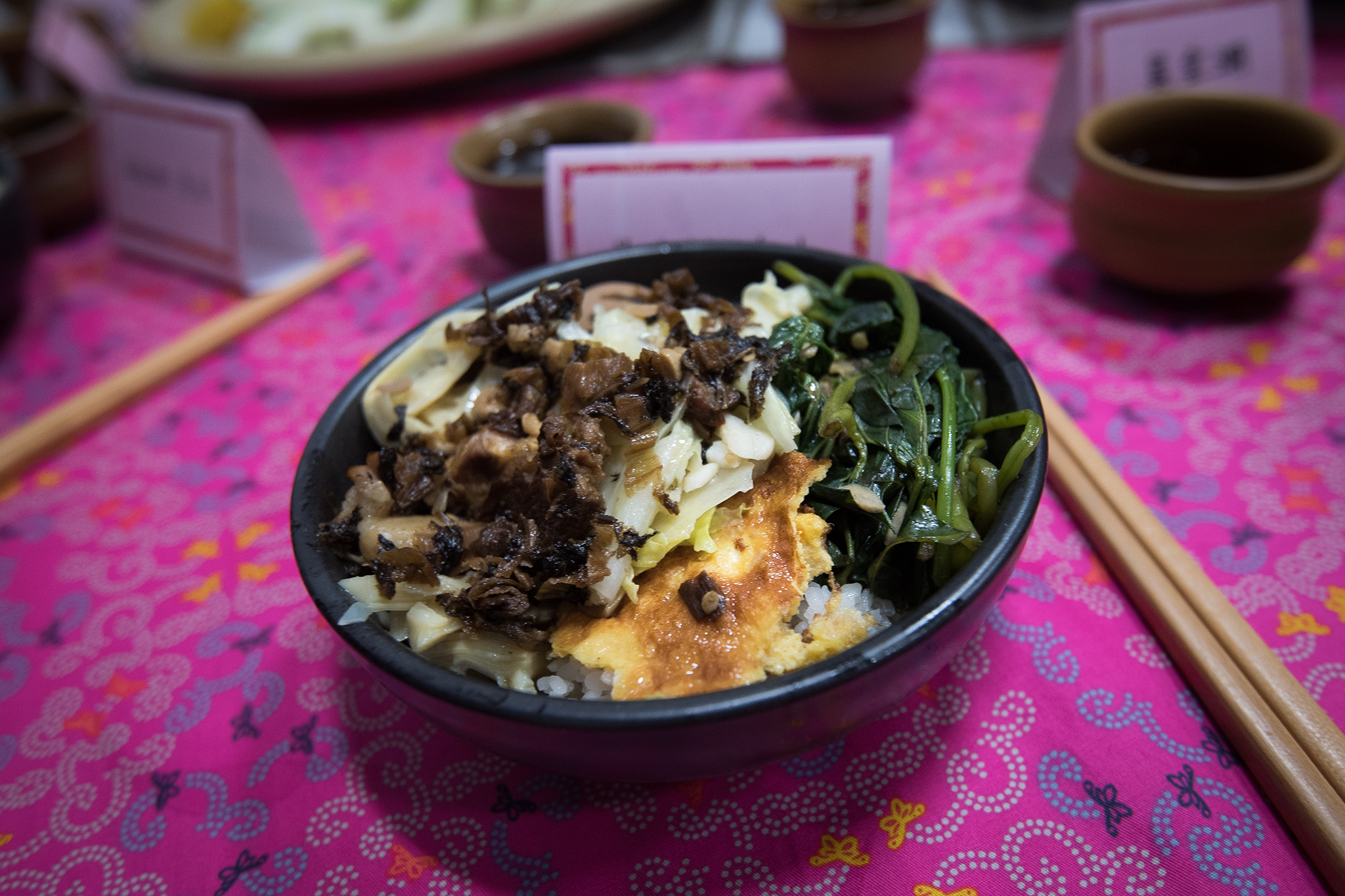
割稻飯
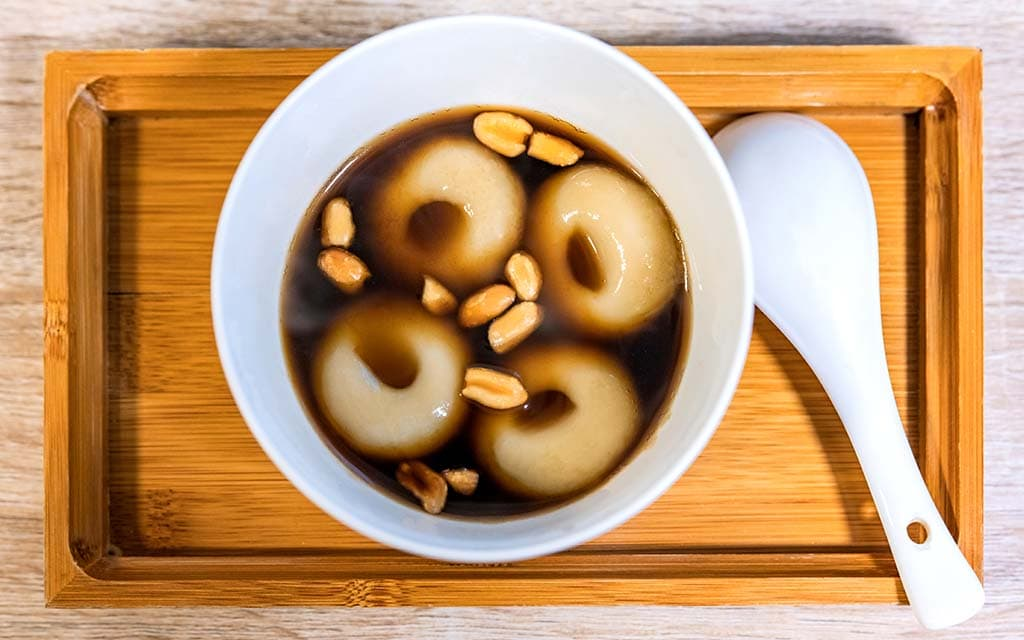
牛汶水